# Прапор Андрієвичів
Пра́пор Андріє́вичів — офіційний символ села Андрієвичі Ємільчинського району Житомирської області, затверджений 22 червня 2009 р. рішенням № 22 XXVIII сесії Андрієвицької сільської ради V скликання.

## Опис
Квадратне полотнище поділене на чотири рівні частини. Древкова верхня частина поля зелена, вільна верхня — червона, древкова нижня — жовта, вільна нижня — синя. У центрі полотнища поверх усього повний герб. Висота герба дорівнює 1/3 сторони прапора.

## Значення кольорів
Кольорова гама прапора символізує: червоний — мужність, сміливість; синій — мирне небо, багатство краю водою; зелений — Поліський край, достаток і природні особливості розташування села; жовтий — сонце, хлібне і стигле льонарське Поле (сільське господарство), надію і впевненість на краще майбутнє.
Автор — П. В. Скиба.